# 가은선
가은선(加恩線)은 경상북도 문경시의 진남역과 가은역을 연결하는 문경선의 지선이다.

## 개요

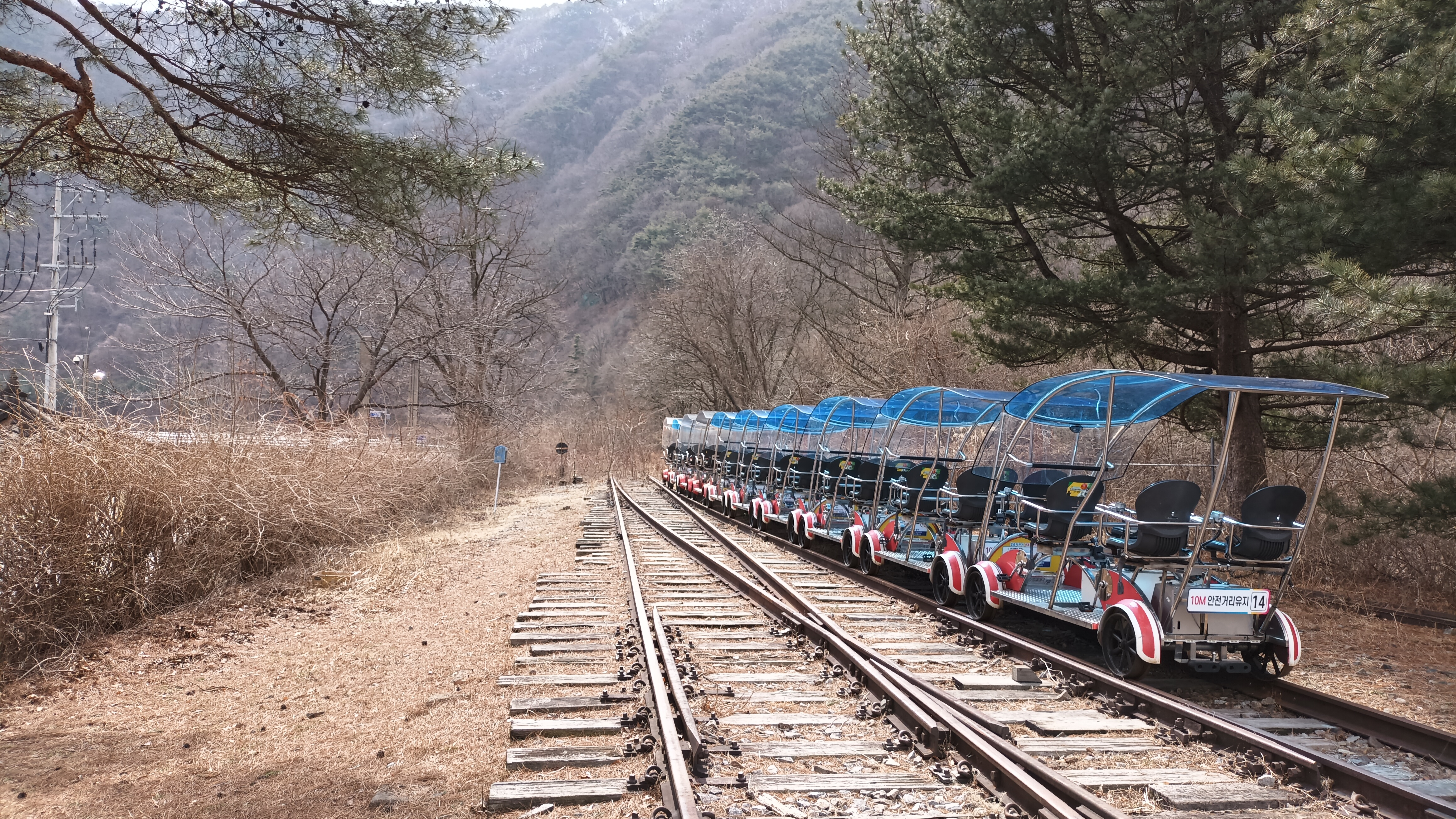
문경선 진남신호소, 문경선과 가은선의 분기점

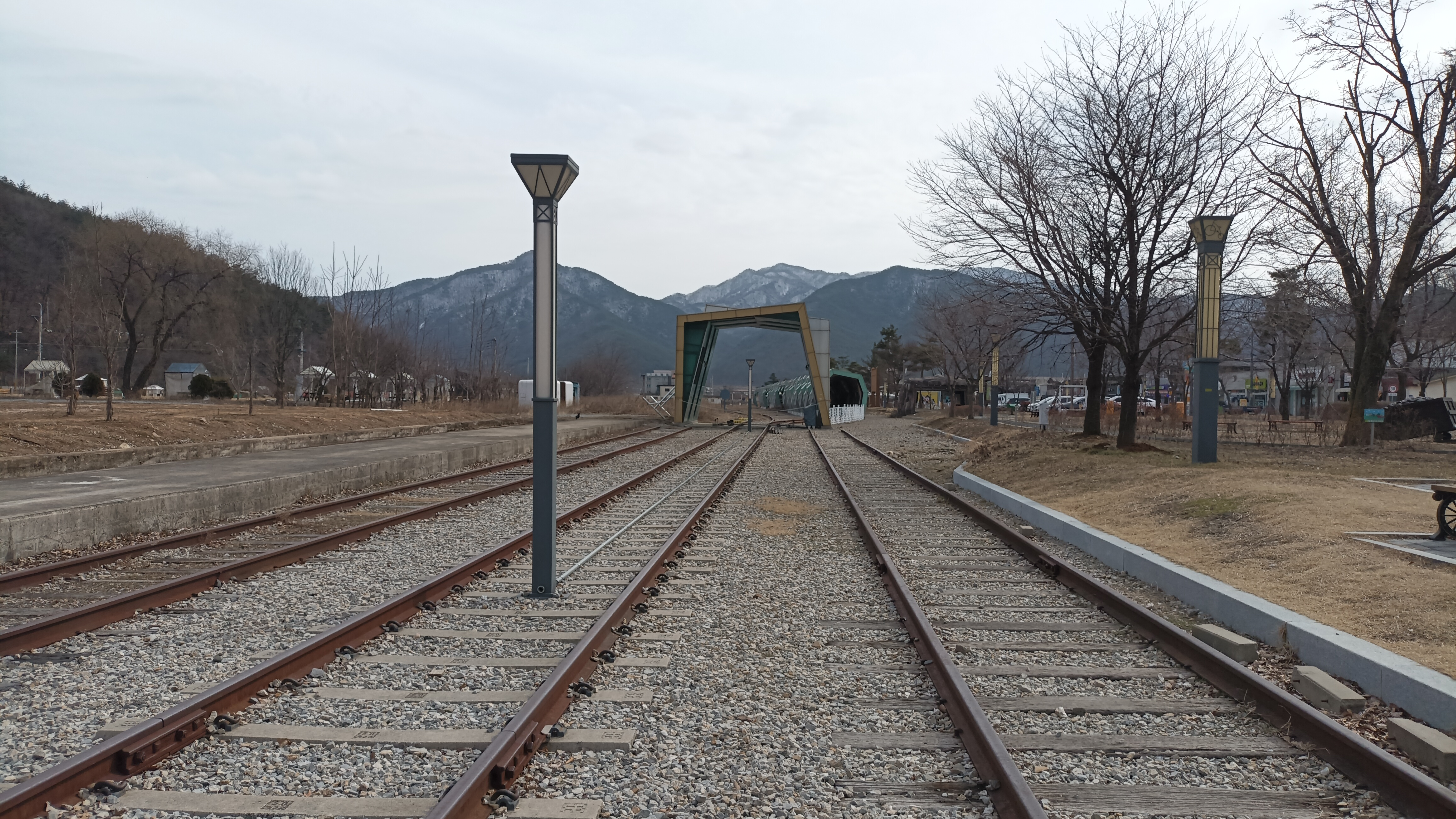
가은역 구내의 가은선

가은선은 문경, 점촌 일대의 광업 개발을 위하여 문경선으로 1953년 1월 18일에 착공, 1955년 9월 15일에 22.5 km 전 선이 개통하였다. 이후 1966년 5월에 4개년 계획을 수립하여 진남에서 문경 간의 9.1km가 개통되면서, 사전에 개통된 진남~가은 간을 분리, 가은선이라고 명명하였다.
가은선은 60~70년대에는 은성탄광의 호황으로 은성역(현재 가은역)과 더불어 번화하였으나 80년대를 거치면서 석탄 산업 합리화 정책과 더불어 전형적인 오지 노선이 되었다. 1991년 9월 1일에는 수화물 및 소화물 영업 중지, 1995년 4월 1일에는 여객영업을 중단하게 되어 사실상 영업중지선이 되었으며, 2004년 3월, 영업거리표에서 삭제되어 공식 폐선 되었다.
이후 문경시에서 가은선을 매입한 이후 진남역-구랑리 방면, 구랑리역-먹뱅이 방면, 가은역-먹뱅이 방면, 이상의 세 코스가 철로자전거 코스로 이용되고 있다.

## 노선 정보
- 노선 거리 : 9.6 km, 점촌 기점으로 할 경우 22.4 km
- 운영 기관 : 경상북도 문경시 문경관광진흥공단
- 궤간 : 1435mm(표준궤)
- 통행 방식 : -
- 역 수 : 3
- 복선 구간 : 없음
- 전철화 구간 : 없음
- 보안 장치 : 통표 폐색(영업 당시)

## 역사
- 1969년 6월 20일 : 문경선 진남~문경 구간 개통과 함께 진남~가은 구간을 가은선으로 명명
- 1991년 9월 1일 : 가은역 수·소화물 취급 중지
- 1995년 4월 1일 : 영업 중지[1]
- 2004년 4월 1일 : 폐선[2]

## 역 목록

### 철도자전거의 운행구간
- 진남역:진남역~구랑리 구간 3.6km(왕복 7.2km)
- 구랑리역:구랑리역~먹뱅이 구간 3.3km(왕복 6.6km)
- 문경역(문경선):문경역~마원 구간 1.9km(왕복 3.8km)
- 가은역:가은역~먹뱅이 구간 3.2km(왕복 6.4km)